# Segue 2
Segue 2 هي مجرة قزمة كروية (dSph) . في كوكبة الحمل اكتشفت في عام 2009 في البيانات المتحصل عليها من مسح سلووان الرقمي للسماء . تقع المجرة على مسافة تقارب (35000 فرسخ فلكي (110,000 سنة ضوئية) من الشمس، وتتحرك نحو الشمس بسرعة 40 كم/ثانية.

## خصائص
تقع Segue 2 بالقرب من حافة تيار الرامي وعلى نفس المسافة. وربما كانت في الماضي مجرة تابعة لمجرة الرامي الإهليجية القزمة أو عنقود نجمي فيها. وهي احدة من أصغر وأخفت المجرات التابعة لدرب التبانة ضياؤها الكامل يعادل حوالي 800 مرة ضياء الشمس (قدرها الظاهري المطلق −2.5) وهذا أقل بكثير من ضياء عنقود مغلق نموذجي. ومع ذلك، فإن كتلة المجرة تقارب 550,000 كتلة شمسية - وهو ما يعادل نسبة كتلة إلى ضوء قدرها حوالي 650.
جمهرة نجوم Segue 2 تتكون في الأساس من نجوم قديمة تشكلت قبل أكثر من 12 مليار سنة مضت. ومعدنية هذة النجوم القديمة منخفضة للغاية عند [Fe/H] < −2 مما يعني أنها تحتوي على عناصر ثقيلة أقل بمئة مرة من العناصر الثقيلة الموجودة في الشمس. وربما تكون نجوم Segue 2 من بين النجوم الأولى التي تشكلت في الكون.وحاليا، لا يوجد تشكل نجمي في Segue 2 . ويعتقد أن هناك مايقارب من 1000 نجم داخل المجرة.

## مادة مظلمة
في يونيو 2013 ذكرت مجلة الفيزياء الفلكية أن Segue 2 مقيدة معا بالمادة المظلمة.